# Naturheilkunde

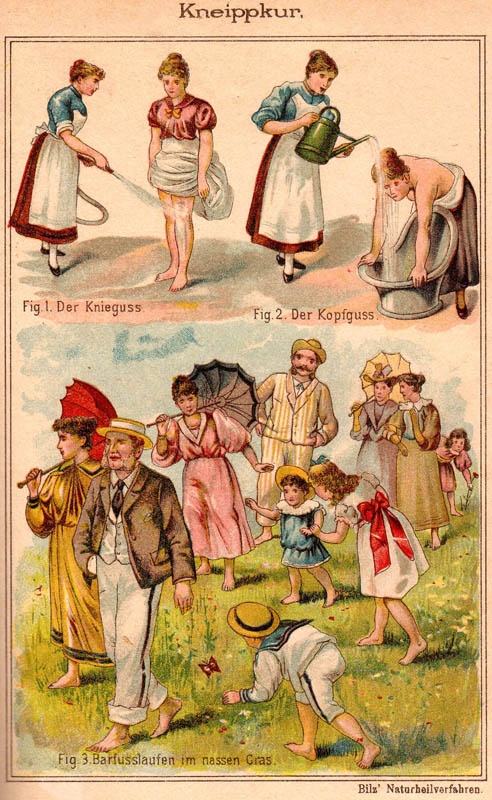
Kneipp-Kur

Die Naturheilkunde, früher auch Physiatrie genannt, ist eine Heilkunde, die vor allem auf diätetischen und physikalischen Heilmitteln beruht, auf eine naturgemäße Lebensweise besonderen Wert legt und (abgesehen von Heilpflanzen) weitgehend auf Arzneimittel verzichtet. Der Begriff Naturheilkunde bezeichnet somit ein Spektrum verschiedener Naturheilverfahren (oder Naturheilmethode). Klassische Naturheilverfahren sind Therapien, die im Körper natürliche Reaktionen anregen sollen und in der Natur vorkommende Mittel verwenden, wie z. B. Wärme, Kälte, Wasser, Erde, Licht, Luft, Nahrung und Pflanzen.

## Wirkprinzip
Die meisten naturheilkundlichen und alternativen Verfahren haben einen ganzheitlichen Ansatz, versuchen also stets, den gesamten Organismus zu heilen. Dabei haben sie den Anspruch, nicht nur den Körper zu erfassen, sondern vor allem auch eventuelle psychosomatische Ursachen.
Das wichtigste Therapieziel von naturheilkundlichen Verfahren ist die Anregung der Selbstheilungskräfte mithilfe von Naturheilmitteln. Ebenfalls zentral ist häufig die Übernahme von Eigenverantwortung durch den Patienten mithilfe der Anleitung und Förderung des Arztes.
Naturheilkundliche Verfahren stellen daher Bedingungen her und regen Prozesse an, aufgrund derer eine Gesundung des gesamten Organismus aus sich selbst heraus möglich wird.

## Geschichte
Im hippokratischen Verständnis, welches in Antike und Mittelalter die Basis der akademischen Medizin war (vgl. Humoralpathologie), wurde die Natur als Lebenskraft und als Heilkraft aufgefasst. Die Genesung des Patienten wurde durch die Natur bewirkt, der Arzt war lediglich Behandler: Medicus curat, natura sanat.
Eine erste (alternativmedizinisch-)naturheilkundliche Bewegung in Schlesien löste der schlesische Predigermönch und Dichterarzt Nicholaus Polonus (genannt auch Niklas von Mumpelier), aus dem Dominikanerkloster Krakau, um 1275 aus, dessen therapeutisches Konzept antigalenische und antischolastische Inhalte aufwies.
Der Begriff Naturheilkunde wurde erstmals 1839 von Johann Baptist Gross in der 3. Auflage seines Werkes Das kalte Wasser als vorzügliches Beförderungsmittel der Gesundheit und ausgezeichnetes Heilmittel in Krankheiten verwendet:

„Heutzutage ist man der Überzeugung, daß in der Regel das wohlthätige Ziel nicht so sehr durch die Menge künstlicher Zusammensetzungen aller möglichen Naturstoffe und Kunstgriffe, als durch einfache Gaben und hauptsächlich durch die zweckmäßige Leitung der Naturkraft zu erreichen sey. Aus diesem Grunde hat auch ein großer Theil der Aerzte sich der Physiatrik (Naturheilkunde), ein anderer selbst der Hydriatik (Kaltwasserheilkunde) ergeben oder zugewendet.“

1846 verwendete auch der unter dem Pseudonym J. H. Rausse publizierende und für die Entwicklung der Naturheilkunde bedeutende Heinrich Friedrich Francke das Wort Naturheilkunde.
Lorenz Gleich (* 1. August 1798; † 3. März 1865) schuf 1848 – angeregt durch Lehren des „Gesundheitsapostels“ Ernst Mahner – eine Definition und Nomenklatur der Naturheilkunde und nennt neben Wasser „zweckmäßige Diät, Bewegung, Luft, Licht und Wärme mit Ausschluß aller sogenannten Medikamente“.
Ein Ansatz war die Propagierung des Wassers zu Heilzwecken in der Hydrotherapie (früher auch Hydropathie genannt). Vinzenz Prießnitz bezeichnete um 1848 die Kombination von aktiver und passiver Bewegungstherapie, Luft-, Bäder- und Wasseranwendungen sowie einfacher Mischkost erstmals als Naturheilverfahren. Johann Schroth verband die Wasseranwendungen mit Fasten in der Schrothkur. Durch kompromisslose Arzneifeindlichkeit und Impfgegnerschaft waren später Bewegungen um die Zeitschrift Der Naturarzt (als deren Chefredakteur Theodor Hahn wirkte) oder der Deutsche Bund der Vereine für Gesundheitspflege und arzneilose Heilweisen gekennzeichnet.
Die durch den Pfarrer Sebastian Kneipp populär gewordene Form der Hydrotherapie (siehe: Kneipp-Medizin) gab allerdings das Prinzip der Arzneilosigkeit auf. Viele andere medizinische Laien, aber auch Ärzte entwarfen weitere Naturheilsysteme. Der bayerische Militärarzt Lorenz Gleich (1798–1865) prägte den Begriff Naturheilkunde als Sammelbezeichnung für die Naturinstinktlehre („instinktiv richtig geleitetes Verhalten des Menschen im Umgang mit Gesundheit und Krankheit“), die Naturdiätik („vom Instinkt geleitete naturgemäße Lebensform“) und die Naturheilverfahren. Einige Ärzte wie August Bier setzten sich für eine Überwindung des wachsenden Misstrauens zwischen Naturheilkunde und wissenschaftlicher Medizin ein.
Der Heilpraktiker Arthur Lutze (1813–1870) verband die Erkenntnisse der Naturheilkunde mit homöopathischen Elementen. In seiner Klinik in Köthen behandelte er Tausende von Patienten mit selbstentwickelten Wellness-Heilpraktiken, Bädern und vegetarischen Diäten. Sein Buch Lebensregeln der naturgemäßen Heilkunde erreichte 64 Auflagen. Ein weiteres verbreitetes naturheilkundliches Werk war Die neue Heilmethode von Maximilian Platen.
Um 1900 waren viele Anhänger der Naturheilkunde in der großstädtischen Arbeiterschaft zu finden, vor allem aber im Bürgertum. Naturheilvereine, Prießnitzbünde und Kneippgesellschaften waren Teil der sozialen Bewegung, die als Lebensreform bekannt wurde. 1906 legte der Mediziner Emil Klein unter dem Namen und mit den Ideen seines Lehrers Ernst Schweninger, dem Leibarzt Bismarcks, mit dem Buch Der Arzt Grundlagen für die folgenden Bestrebungen zur Etablierung von Naturheilkunde. Selbst die Behandlung von Geschlechtskrankheiten wurde (neben ersten – nebenwirkungsreichen – chemotherapeutischen Ansätzen und vor der Entwicklung moderner Antibiotika) mit naturheilkundlichen Methoden versucht. Die Popularität der Naturheilbewegung wurde teilweise vom Nationalsozialismus aufgegriffen. Die Verfechter der NS-Medizin beriefen sich häufig auf traditionelle Methoden und Denkweisen, die den Naturheilkundlern als Hintergrund dienten, und versuchten u. a. daraus eine Neue Deutsche Heilkunde zu entwickeln.

## Verbreitung
Grundsätzlich ist zwischen der ärztlichen Anwendung, Behandlungen nach dem Heilpraktikergesetz und der Selbstbehandlung zu unterscheiden. Vor allem in der niedergelassenen Ärzteschaft und in der Rehabilitationsmedizin sind naturheilkundliche Verfahren durchaus verbreitet. In Deutschland sind rund 14.000 Ärzte in ärztlichen Fachgesellschaften für Naturheilverfahren organisiert. Zum Vergleich sind es 28.000 bei der Akupunktur, 8.000 in der Manuelle Medizin, 6.000 in der Homöopathie und mehr als 5.000 in sonstigen Verfahren der komplementären Medizin.
In Deutschland gibt es nach der abgeschlossenen Facharztausbildung die Möglichkeit die durch die Ärztekammern anerkannte Zusatzbezeichnung Naturheilverfahren zu erlangen. Zum Erwerb der Zusatzbezeichnung sind vier Kurse mit zusammen 160 Unterrichtseinheiten sowie eine 12-wöchige Praxis-Hospitation bei einem weiterbildungsermächtigten Arzt erforderlich. Die Praxis-Hospitation ist durch die 80 Stunden Fallseminare einschließlich Supervision ersetzbar.
Die Weiterbildung beinhaltet den Erwerb von Kenntnissen, Erfahrungen und Fertigkeiten in
- balneo-, klimatherapeutischen und verwandten Maßnahmen,
- bewegungs-, atem- und entspannungstherapeutischen Maßnahmen,
- der Massagebehandlung und reflexzonentherapeutischen Maßnahmen einschließlich manueller Diagnostik,
- den Grundlagen der Ernährungsmedizin und Fastentherapie,
- der Phytotherapie und Anwendung weiterer Medikamente aus Naturstoffen,
- der Ordnungstherapie und Grundlagen der Chronobiologie,
- physikalischen Maßnahmen einschließlich Elektro- und Ultraschalltherapie,
- den ausleitenden und umstimmenden Verfahren, Heilungshindernissen und Grundlagen der Neuraltherapie.[23]

## Naturheilkunde und Alternativmedizin
Während für die Klassische Naturheilkunde in den letzten Jahrzehnten wissenschaftliche Grundlagen erarbeitet wurden und sie auch als Teil der etablierten Schulmedizin verwendet wird, werden umgangssprachlich einige Bereiche der Alternativmedizin und im engeren Sinne Teile der Komplementärmedizin (d. h. zu den wissenschaftlich nicht anerkannten, die Medizin ergänzenden Verfahren) als Naturheilkunde bezeichnet.

### Integrative Medizin
Ist die Naturheilkunde mit der konventionellen ärztlichen Medizin kombiniert, spricht man von Integrativer Medizin. Diese hat das Ziel das Wohl der Patienten durch ein ganzheitliches Gesamtkonzept individuell zu fördern. Dabei werden Naturheilverfahren ergänzend eingesetzt, um die primäre Therapie zu stärken, Nebenwirkungen zu verringern oder allgemeines Wohlbefinden zu verbessern. In diesem Zusammenhang werden Naturheilverfahren stärker wissenschaftlich in den Fokus genommen.
Als ein wichtiger Pionier gilt der Arzt Christoph Wilhelm Hufeland. 1888 erschien erstmals das kommerziell sehr erfolgreiche Bilz-Buch von Friedrich Eduard Bilz, das bis 1956 immer wieder überarbeitet und neu aufgelegt wurde.

### Naturheilkundliche Heilmittel
Zu naturheilkundlichen Heilmitteln gehören (nach einer Definition von Alfred Brauchle) die Sonne, das Licht, die Luft, die Bewegung, die Ruhe, die Nahrung, das Wasser, die Kälte, die Erde, die Atmung, die Gedanken, die Gefühle und Willensvorgänge. In einem weiter gefassten Verständnis werden auch „natürliche“ Arzneimittel, vor allem Heilpflanzen und deren Zubereitungen einbezogen.
Dass diese Definition problembeladen ist, zeigen folgende Beispiele: Die Impfung mit einem gentechnologisch hergestellten Hepatitis-B-Impfstoff wirkt vorbeugend durch Aktivierung des körpereigenen Immunsystems, oder Penicillin ist ein Stoff natürlichen Ursprungs. Zur Naturheilkunde zählt keines der beiden Beispiele trotz Erfüllung der o. g. Definitionskriterien.

### Naturheilverfahren
Zur klassischen Naturheilkunde zählen im Allgemeinen die folgenden Naturheilverfahren:
- Phytotherapie – Einsatz von Pflanzenwirkstoffen
- Hydrotherapie und Balneotherapie – Wasseranwendungen (Wärme- und Kältetherapie, „Wasserkuren“)
- Bewegungstherapie[28]
- Ernährungstherapie – Unterstützung der Behandlungen durch eine gesunde Kost und eine dem Krankheitsbild angepasste Diät
- Ordnungstherapie – Strukturierung der äußeren und inneren Lebensordnung, um die Gesundheit von Körper, Geist und Seele auf eine positive Art zu beeinflussen.

### Naturheilkundliche Methoden der Alternativmedizin
Oft werden auch folgende Methoden der Alternativmedizin als naturheilkundlich bezeichnet:
- Aromatherapie
- Spagyrik
- Bach-Blütentherapie
- Traditionelle Chinesische Medizin
- Traditionelle thailändische Medizin
- Ayurvedische Medizin
- Anthroposophische Medizin
- Chiropraktik[29]

## Ausbildung an universitären Einrichtungen für Naturheilkunde
Im Jahr 2003 wurde mit der Revision der Approbationsordnung für Ärzte der Querschnittsbereich Rehabilitation, Physikalische Medizin und Naturheilverfahren als verbindlicher Teil der Lehre in den klinischen Ausbildungsabschnitt eingeführt. Damit wurden naturheilkundlich-komplementärmedizinische Inhalte erstmals prüfungsrelevant. Aktuell bestehen in Deutschland mehrere universitäre Einrichtungen für Naturheilkunde und Komplementärmedizin sowie weitere naturheilkundliche Forschungsinstitute:
- Stiftungsprofessur für klinische Naturheilkunde, Charité Universitätsmedizin Berlin[31]
- Lehrstuhl für Naturheilkunde und Integrative Medizin, Medizinische Fakultät der Universität Duisburg-Essen
- Lehrstuhl für Medizintheorie, Integrative und Anthroposophische Medizin, Universität Witten/Herdecke
- Lehrstuhl für Naturheilkunde, Universität Rostock
- Kompetenzzentrum für Komplementärmedizin und Naturheilkunde (KoKoNat), Technische Universität München
- Uni-Zentrum Naturheilkunde, Universitätsklinikum Freiburg
- Ambulanz Naturheilkunde, Gynäkologie, Universitätsklinikum Heidelberg
- Professur für Forschungsmethoden und Informationssysteme in der Komplementärmedizin, Universität Witten-Herdecke
- Klinik für Naturheilkunde, Klinik Blankenstein, Ruhr-Universität Bochum[32]

## Ärztliche Weiterbildung Naturheilverfahren

### Zusatz-Weiterbildung Naturheilverfahren
In Deutschland gibt es für Fachärzte aller Gebiete die Möglichkeit, die Zusatz-Weiterbildung Naturheilverfahren zu erlangen. 